# Liste der Biografien/Kj
Liste der Biografien |
Portal Biografien |
Personensuche
# |
A |
B |
C |
D |
E |
F |
G |
H |
I |
J |
K |
L |
M |
N |
O |
P |
Q |
R |
S |
T |
U |
V |
W |
X |
Y |
Z |
?
 
Ka |
Kb |
Kc |
Kd |
Ke |
Kf |
Kg |
Kh |
Ki |
Kj |
Kl |
Km |
Kn |
Ko |
Kp |
Kr |
Ks |
Kt |
Ku |
Kv |
Kw |
Ky |
Kx |
Kz
Die Liste der Biografien führt alle Personen auf, die in der deutschsprachigen Wikipedia einen Artikel haben. Dieses ist eine Teilliste mit 116 Einträgen von Personen, deren Namen mit den Buchstaben „Kj“ beginnt.

## Kj

### Kja
- Kjældgaard, Nadia (* 1978), dänische Fußballspielerin
- Kjær, Birthe (* 1948), dänische Schlagersängerin
- Kjær, Dorte (* 1964), dänische Badmintonspielerin
- Kjær, Emil (* 1999), dänischer Sprinter
- Kjær, Henriette (* 1966), dänische Politikerin (Konservative Volkspartei), Mitglied des Folketing
- Kjær, Jeppe (* 2004), dänischer Fußballspieler
- Kjær, Jørn (* 1961), dänischer Fußballspieler
- Kjær, Julie, dänische Jazz- und Improvisationsmusikerin
- Kjær, Laurids (1852–1932), dänischer Sportschütze
- Kjær, Nils (1870–1924), norwegischer Essayist und Dramatiker
- Kjær, Ole (* 1954), dänischer Fußballspieler
- Kjær, Peter (* 1965), dänischer Fußballspieler
- Kjær, Rasmus (* 1998), dänischer Badmintonspieler
- Kjær, Simon (* 1989), dänischer FußballspielerSimon Kjær (* 1989)

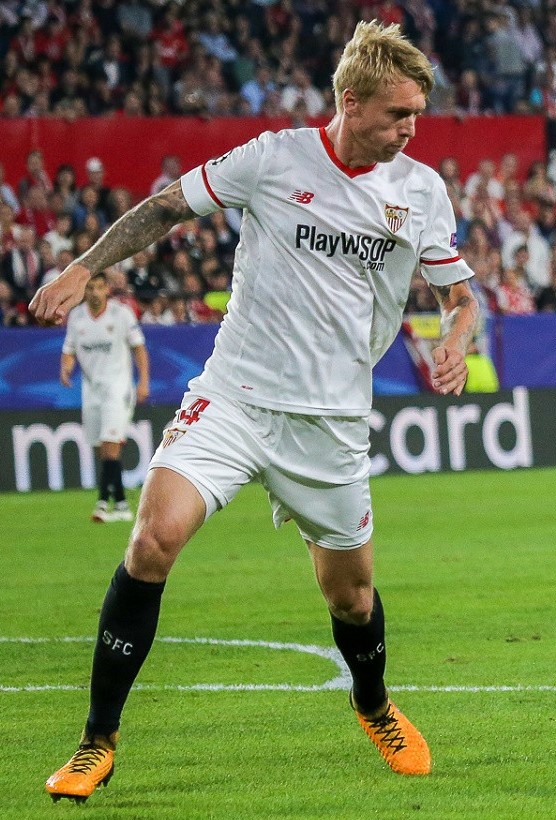
Simon Kjær (* 1989)

- Kjærbøl, Johannes (1885–1973), dänischer Politiker (Socialdemokraterne)
- Kjærbye, Markus (* 1998), dänischer E-Sportler
- Kjærgaard Nielsen, Per (* 1955), dänischer Segler
- Kjærgaard, Christoffer (* 1980), dänischer Eishockeyspieler
- Kjærgaard, Inger, dänische Badmintonspielerin
- Kjærgaard, Maurits (* 2003), dänischer FußballspielerMaurits Kjærgaard (* 2003)

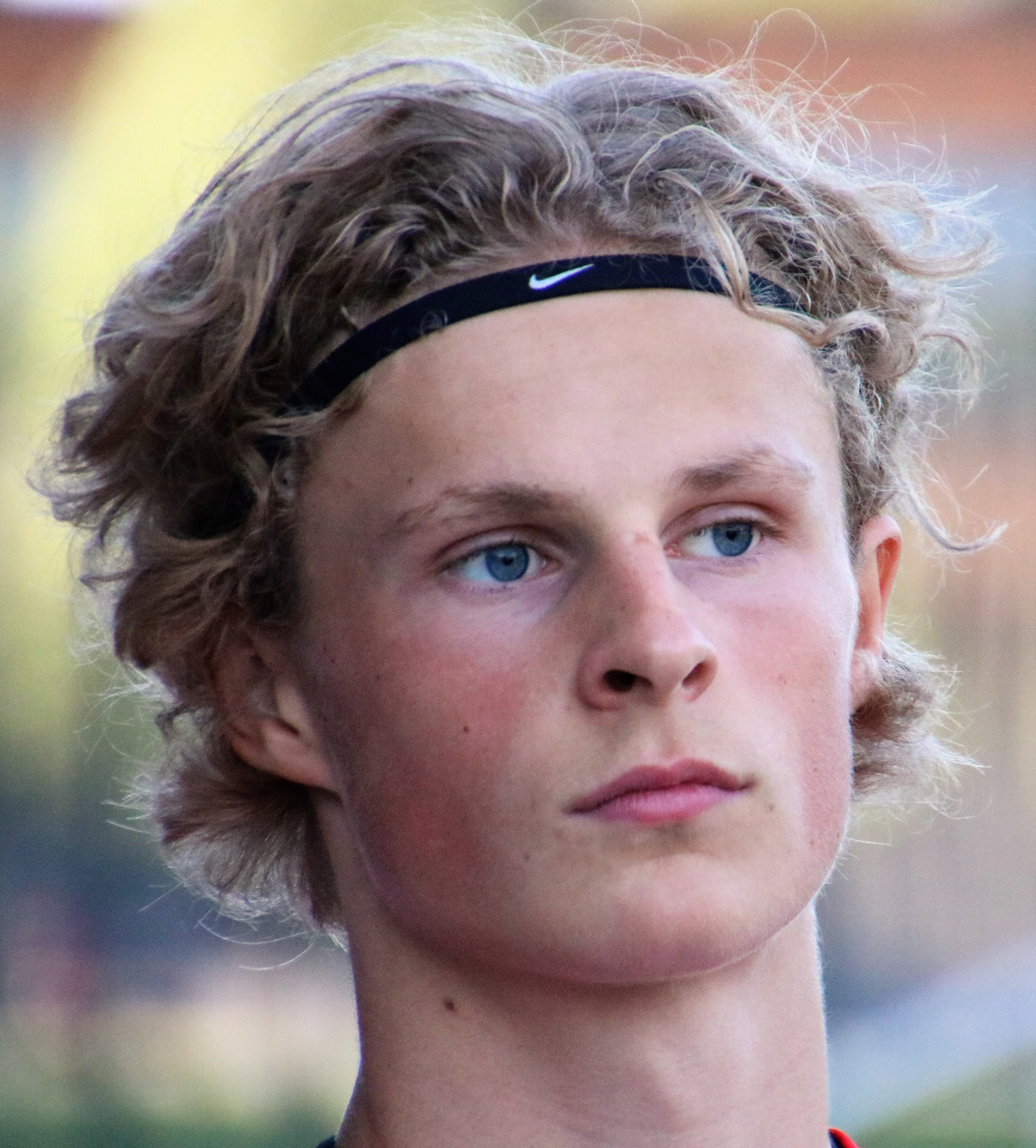
Maurits Kjærgaard (* 2003)

- Kjærgaard, Søren (* 1978), dänischer Jazzmusiker
- Kjærgaard, Steffen (* 1973), norwegischer Radrennfahrer
- Kjærgaard, Tonje (* 1975), dänische Handballspielerin
- Kjærholm, Hanne (1930–2009), dänische Architektin
- Kjærholm, Poul (1929–1980), dänischer Designer
- Kjærsfeldt, Line (* 1994), dänische Badmintonspielerin
- Kjærsgaard, Pia (* 1947), dänische Politikerin, Mitglied des Folketing
- Kjærstad, Jan (* 1953), norwegischer Schriftsteller
- Kjærulff, Jan (1943–2006), dänischer Segelboot-Konstrukteur und Segler
- Kjærulff, Maria Paninnguaq (* 1980), grönländische Künstlerin
- Kjærulff-Schmidt, Helge (1906–1982), dänischer Schauspieler
- Kjærulff-Schmidt, Palle (1931–2018), dänischer Filmregisseur und Autor
- Kjäll, Axel (* 1981), schwedischer Fußballspieler, -trainer und -funktionär
- Kjäll, Jyri (* 1969), finnischer Boxer
- Kjäll, Viktor (* 1985), schwedischer Curler
- Kjamilew, Said Chaibullowitsch (* 1937), russischer Arabist und Orientalist
- Kjartan Jóhannsson (1939–2020), isländischer Politiker und Diplomat

### Kje
- Kjelbotn, Olav (1898–1966), norwegischer Skilangläufer
- Kjelbotn, Thomas (* 1986), norwegischer Nordischer Kombinierer
- Kjeld von Viborg († 1150), Dompropst in Viborg; Heiliger
- Kjeldaas, Stine Brun (* 1975), norwegische Snowboarderin
- Kjeldahl, Johan (1849–1900), dänischer Chemiker und Entwickler einer Methode zur Proteinbestimmung
- Kjeldbjerg, Jakob (* 1969), dänischer Fußballspieler und Fernsehmoderator
- Kjeldgaard Andersen, Mads (* 1996), dänischer Handballspieler
- Kjeldgaard, Jacob (1884–1964), dänischer Fotograf, Journalist und Fotomontage-Künstler
- Kjeldsen, Erik (1890–1976), dänischer Bahnradsportler
- Kjeldsen, Kimmernaq (* 1980), grönländische Sängerin und Schauspielerin
- Kjeldsen, Michael (* 1962), dänischer Badmintonspieler
- Kjeldsen, Søren (* 1975), dänischer Golfer
- Kjeldsen, Tinne Hoff, dänische Mathematikhistorikerin und Mathematikpädagogin
- Kjell, Bradley, US-amerikanischer Informatiker
- Kjellberg, Anders (* 1952), schwedischer Jazzmusiker
- Kjellberg, Lennart (1857–1936), schwedischer Klassischer Archäologe
- Kjellberg, Marzia (* 1992), italienische WebvideoproduzentinMarzia Kjellberg (* 1992)

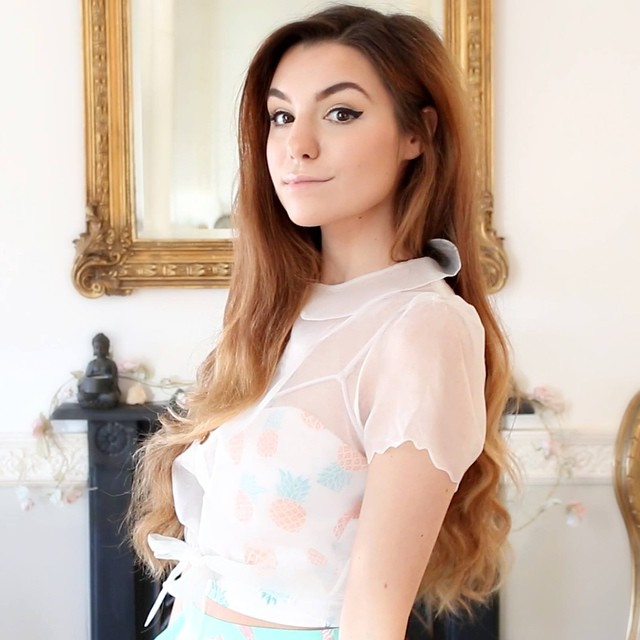
Marzia Kjellberg (* 1992)

- Kjellberg, Oscar (1870–1931), schwedischer Ingenieur und Erfinder
- Kjellberg, Patric (* 1969), schwedischer Eishockeyspieler
- Kjellberg, Pierre (1922–2014), französischer Kunsthistoriker
- Kjellemyr, Bjørn (1950–2025), norwegischer Jazzbassist (Kontrabass, E-Bass)
- Kjellén, Rudolf (1864–1922), schwedischer Staatswissenschaftler und Politiker, Mitglied des Riksdag
- Kjellesvig-Waering, Erik Norman (1912–1979), US-amerikanischer Arachnologe und Paläontologe
- Kjellgren, Jonas (* 1977), schwedischer Multiinstrumentalist und Sänger im Genre Metal
- Kjellin, Alf (1920–1988), schwedischer Filmregisseur
- Kjellin, Frederik Adolf (1872–1910), schwedischer Chemiker, der den Induktionsschmelzofen erfand
- Kjellin, Sara (* 1977), schwedische Freestyle-Skisportlerin
- Kjelling, Kristian (* 1980), norwegischer Handballspieler und -trainer
- Kjellman, Hilding (1885–1953), schwedischer Romanist und Provenzalist, ferner Regierungspräsident
- Kjellström, Nils (1943–2019), schwedischer Musiker, Musikproduzent, Komponist, Arrangeur, Chorleiter und zeitweiliger Verleger
- Kjellvander, Christian (* 1976), schwedischer Musiker
- Kjelsberg, Betzy (1866–1950), norwegische Frauenrechtlerin und Politikerin
- Kjelsberg, Olaf (1857–1927), norwegischer Ingenieur
- Kjelsberg, Sverre (1946–2016), norwegischer Musiker
- Kjelstrup, Aage, norwegischer Radrennfahrer
- Kjelstrup, Eirik (* 1989), norwegischer Skispringer
- Kjemperud, Jørre (* 1968), norwegischer Beachvolleyballspieler
- Kjems, Birte (* 1949), dänische Fußballnationalspielerin
- Kjems, Jytte (* 1924), dänische Badmintonspielerin
- Kjems, Olaf (1880–1952), dänischer Turner
- Kjendalen, Roger (* 1965), norwegischer Handballspieler und Handballtrainer
- Kjenseth, Ketil (* 1968), norwegischer Politiker
- Kjer, Bodil (1917–2003), dänische Schauspielerin
- Kjer, Jacob (1825–1905), dänischer Missionar in Grönland und Pastor
- Kjer, Knud (1802–1865), dänischer Missionar in Grönland, Pastor und Übersetzer
- Kjer, Otto (1792–1863), deutscher Verwaltungsjurist
- Kjer, Otto (1829–1899), deutscher Verwaltungsjurist, Amtmann in Hadersleben, Landrat in Heide
- Kjerkol, Ingvild (* 1975), norwegische Politikerin
- Kjernholm, Stefan (1951–2023), schwedischer Rennrodler
- Kjerrumgaard, Luca (* 2003), dänischer Fußballspieler
- Kjersgaard, Erik (1931–1995), dänischer Historiker und Autor
- Kjerstad, Birgit Oline (* 1961), norwegische Politikerin
- Kjerulf, Halfdan (1815–1868), norwegischer Komponist
- Kjerulf, Hjalmar (1821–1847), norwegischer Maler der Düsseldorfer Schule
- Kjerulf, Theodor (1825–1888), norwegischer Geologe und Lyriker

### Kjo
- Kjølaas, Jørn, norwegischer Poolbillardspieler
- Kjølaas, Per Oskar (* 1948), norwegischer Bischof
- Kjølbro, Jon Fridrik (* 1967), dänischer Jurist und Richter am Europäischen Gerichtshof für Menschenrechte
- Kjølholm, Anders (* 1971), dänischer BassistAnders Kjølholm (* 1971)

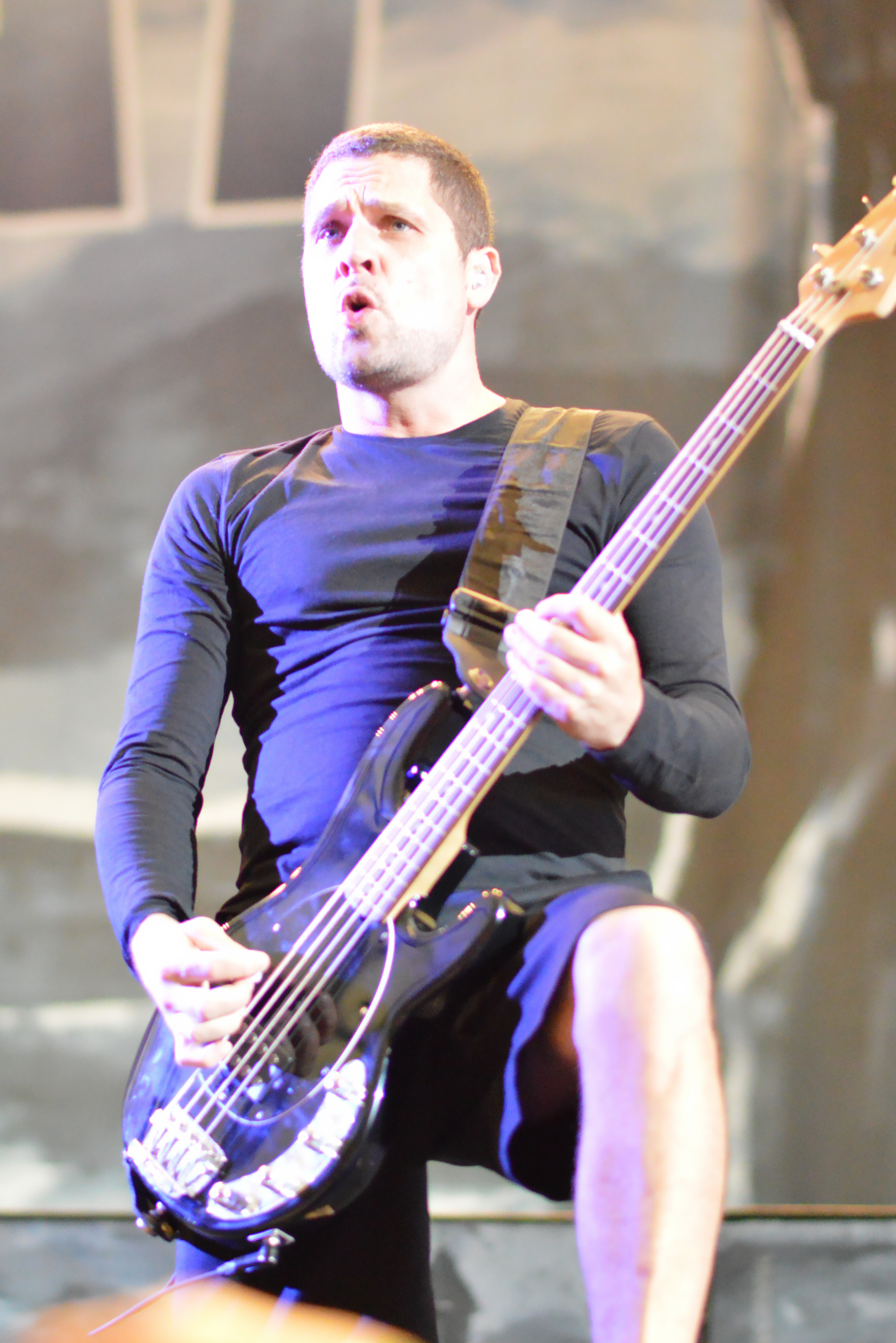
Anders Kjølholm (* 1971)

- Kjølmoen, Per Vidar (* 1973), norwegischer Politiker
- Kjølø, Mathias (* 2001), norwegischer Fußballspieler
- Kjølø, Mike (* 1971), norwegischer Fußballspieler
- Kjølsen, Frits Hammer (1893–1985), dänischer Konteradmiral und Militärattaché
- Kjølstad, Johan (* 1983), norwegischer Skilangläufer
- Kjoneman, Fjodor Fjodorowitsch (1873–1937), russischer Komponist, Pianist und Musikpädagoge
- Kjorlien, Kelly (* 1992), US-amerikanische Biathletin
- Kjørstad, Marianne (* 1970), norwegische Skirennläuferin
- Kjørsvik, Line (* 1975), norwegische Poolbillardspielerin
- Kjørum, Jon Inge (* 1965), norwegischer Skispringer
- Kjøs, Alv (1894–1990), norwegischer Politiker (Høyre) und Offizier, Mitglied des Storting
- Kjos, Kari Kjønaas (* 1962), norwegische Politikerin
- Kjosevski, Vedran (* 1995), bosnischer Fußballtorwart, mazedonischer Herkunft
- Kjosseiwanow, Georgi (1884–1960), bulgarischer Politiker und Ministerpräsident

### Kju
- Kjuljawkow, Krum (1893–1955), bulgarischer Dichter und Dramatiker
- Kjummel, Alissa Wladimirowna (* 2002), russische Tennisspielerin
- Kjung, Nikolai Fjodorowitsch (1917–2008), sowjetischer Lehrer und Politoffizier
- Kjurdsidis, Ewklid Kiriakowitsch (* 1968), russischer Film- und Theaterschauspieler griechischer Abstammung
- Kjurktschjan, Rusan (1930–2002), sowjetische bzw. armenische Bildhauerin
- Kjus, Lasse (* 1971), norwegischer SkirennläuferLasse Kjus (* 1971)

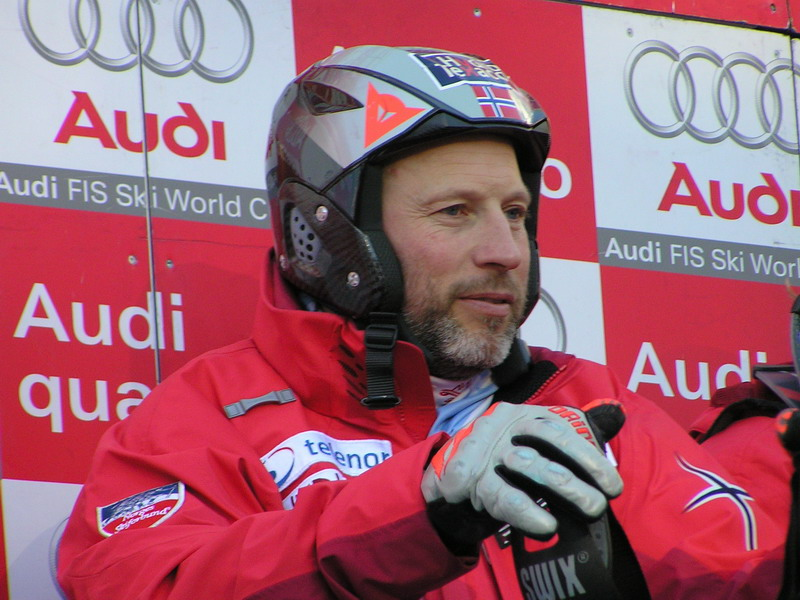
Lasse Kjus (* 1971)